# Національна суспільна телерадіокомпанія України
Національна суспільна телерадіокомпанія України (скорочено — НСТУ) або Суспільне мовлення — українська суспільна телерадіокомпанія, до якої входять загальнонаціональні телеканали «Перший», «Суспільне Культура», «Суспільне Спорт», радіоканали «Українське радіо», «Радіо Промінь», «Радіо Культура», «Радіоточка», та «Radio Ukraine International», 24 регіональні філії, а також діджитал-платформи, зокрема інтернет-ЗМІ «Суспільне Новини», «Суспільне Культура» і «Суспільне Спорт».
НСТУ є акціонерним товариством, 100 % акцій якого належать державі. Його статус регулюється Законом України «Про суспільні медіа України», прийнятим 17 квітня 2014 року (до 31  березня 2023 року Закон мав назву «Про Суспільне телебачення і радіомовлення України»). Фінансування мовника здійснюється із Державного бюджету України, місцевих бюджетів, абонентської плати та інших не заборонених законодавством надходжень. Державні органи не мають права втручатися у програмну політику компанії.

## Історія

### Поява радянського українського радіомовлення

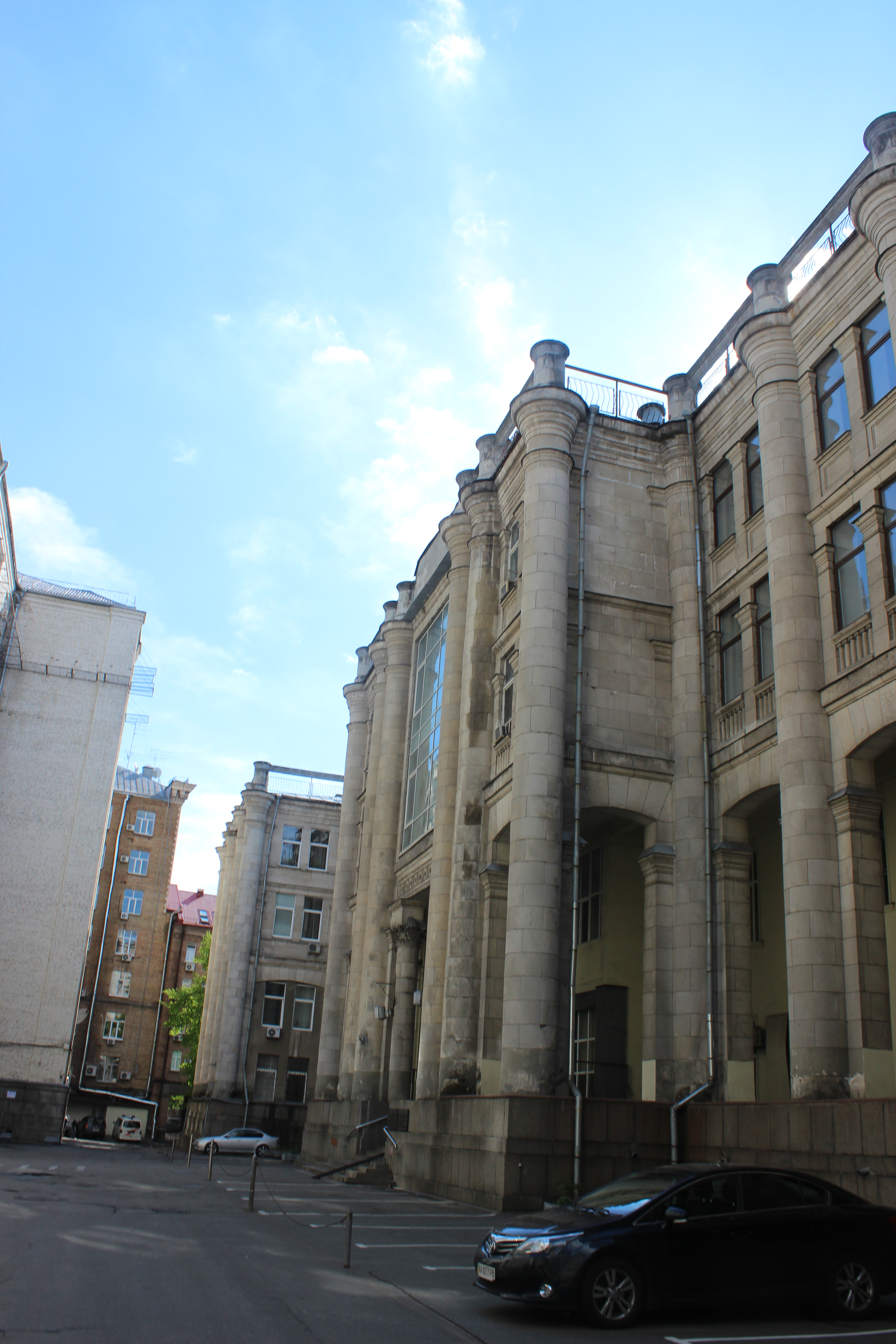
Вид на Будинок Українського радіо з внутрішнього двору

Радіомовлення в Україні почалося 1924 року. 16 листопада 1924 року о 19:00 у Харкові — тодішній столиці УРСР — вийшла в етер перша радіопередача, що була вироблена на українській території. З гучномовців пролунало: «Алло, алло, алло! Говорить Харків, говорить Харків, говорить Харків!». На честь початку мовлення Українського радіо 16 листопада в Україні проголошено Днем працівників радіо, телебачення та зв'язку.
Перша радіомережа в Україні з'явилася 1928 року. Програми українською мовою були спочатку обмежені за часом та змістом — понад 70 % мовлення складали політосвіта та агітація. Це були «радіогазети», а також доповіді, бесіди, останні новини, повідомлення зі з'їздів та нарад. Згодом на радіостанціях в УРСР з'явилися музичні, літературно-драматичні програми та контент для дітей і молоді. Десять років Українське радіо мовило з Харкова.
1933 року був створений Комітет з радіофікації і радіомовлення (Радіокомітет УРСР) при Раді Народних Комісарів УРСР (з 1946 року — при Раді Міністрів УРСР), який почав ретрансляцію Всесоюзного радіо і запустив «республіканське вікно» на Всесоюзному радіо.
22 квітня 1965 року Державним комітетом Ради Міністрів УРСР по радіомовленню і телебаченню було підписано наказ № 117 про створення з 26 квітня «інформаційно-музичної радіопрограми Радіо Промінь». Радіомовлення виходило на середніх хвилях.

### Зведення Київського телерадіоцентру та поява українських телепрограм на Центральному телебаченні СРСР
1949 року розпочинається будівництво київського телерадіоцентру на Хрещатику, 26. Це був перший телерадіоцентр, повністю оснащений вітчизняним обладнанням. Автором проєкту чотириповерхового телерадіоцентру був Віктор Єлізаров (він є автором монумента «Мати Батьківщина», будівель метро «Хрещатик», аеропорту «Жуляни», готелів «Київ» та «Дніпро»), стиль будівлі — ретроспективізм (історизм) орієнтований на форми бароко. Від 1990-х років, після переїзду телевиробництва у телецентр «Олівець», комплекс на Хрещатику є штаб-квартирою Українського радіо.
5 листопада 1951 — відбулася перша професійна телетрансляція з Київського телерадіоцентру на вул. Хрещатик, 26. Транслювали фільм «Алітет іде в гори». 6 листопада транслювали пропагандистську кінострічку «Велика заграва», а 7-го наживо відбулася телетрансляція параду й демонстрації, що проходили на Хрещатику. Трансляція стала можливою завдяки високій залізній телевежі, збудованій поряд з телерадіоцентром.
З 1953 року у Києві з'явився пересувний телецентр, який виїжджав для репортажів з місць надзвичайних подій. Тоді ж телеетер почали заповнювати кінофільми, а з 1956 року в Києві знімалися і телефільми. Протягом наступних 15 років телецентри відкривалися послідовно у Харкові, Донецьку, Одесі, Львові, Дніпропетровську, Луганську, Сімферополі, Запоріжжі, Херсоні, Миколаєві, Сумах, Чернівцях, Кіровограді та Ужгороді.
1953 року Радіокомітет УРСР був підпорядкований Міністерству культури УРСР і перейменований в Головне управління радіоінформації Міністерства культури УРСР (Радіоуправління УРСР), в тому ж році почав ретрансляцію Центрального телебачення (ЦТ) (з 1956 року I програми ЦТ) і запустив «республіканське вікно», яке отримало 20 січня 1965 року назву «Українське телебачення» (УТ). 1957 року управління знову було виділено з Міністерства культури УРСР та перейменовано в Державний комітет УРСР по телебаченню і радіомовленню (Держтелерадіо УРСР). 1965 року обсяг мовлення УТ становив понад 200 годин. У наступні 5 років тривав поступовий перехід від разових виходів обласних студій з передачами на УТ до створення загальнореспубліканських циклів та рубрик, проведення спільних екранних акцій. 1969 року вийшла в етер перша кольорова програма УТ.
З 1967 по 1972 роки зводять Будинок звукозапису Українського радіо, що дозволив професійно записувати великі оркестрові та хорові колективи і став однією з найбільших подібних студій у Європі.

### Виокремлення УТ в окремий канал
До 1972 року усі телетрансляції відбувалися на одному каналі. З 6 березня 1972 року УТ було відокремлене від центрального телебачення і почало виходити на окремому каналі. На початку 1980-х років телебачення на території УРСР стає трипрограмним. 1 січня 1982 на 2-му етерному каналі Держтелерадіо УРСР починає ретранслювати IV програму Центрального телебачення СРСР, перейменовану в II програму ЦТ, при цьому Українське телебачення переводять на 3-й етерний канал.
1983 року почалося зведення нової будівлі Київського телецентру. Періодично будівельні роботи заморожувалися з огляду на обмежене фінансування, в результаті будівництво було закінчено вже за незалежної України — 30 грудня 1992 року. Київський телецентр проєктувався як резервний основний у СРСР на випадок виходу з ладу Московського телецентру внаслідок війни або надзвичайних подій. Крім мовлення на Радянський Союз, передбачалася можливість висилання телепрограм із Києва на країни «соцтабору». Цим пояснюється масштабність проєкту, надмірна щодо потреб республіканського телебачення УРСР кінця 1980-х років.

### Державне мовлення у період незалежності та спроби створити суспільне мовлення до Революції Гідності
1991 року на базі Держтелерадіо УРСР було створено Державну телерадіомовну компанію України (Укртелерадіокомпанія) та підпорядковано її Державному комітету по зв'язку. Компанія мала президента та чотирьох віцепрезидентів, а також програмно-адміністративну раду у кількості 15 осіб, яка була наділена правом визначати структуру та штат компанії, розміри окладів та надбавок працівників тощо. 1 січня 1992 року в вечірній час на 2 каналі Укртелерадіокомпанія запустила телеканал УТ-2, телеканал УТ став називатися УТ-1. У цей період компанією керували Микола Охмакевич (до 1994, перед тим з 1979 року очолював Держтелерадіо УРСР) та Олександр Савенко (1994—1995).
3 січня 1995 року указом президента Кучми було відновлено держорган — Державний комітет України з питань телебачення і радіомовлення, а Укртелерадіокомпанію було розділено на Національну телекомпанію України (НТКУ), Національну радіокомпанію України (НРКУ) та обласні державні телерадіокомпанії. Держтелерадіо почало здійснювати керівництво національними та обласними телерадіокомпаніями. З прийняттям Конституції України 1996 року Держтелерадіо стає конституційним органом через записану в Основному Законі особливу процедуру призначення його керівника.
До серпня 1995 року фактично етер українських телеканалів був поділений між українськими та російськими мовниками. 1 серпня 1995 року по всій території України відбулася перекомутація програм українського УТ-1 і російського ОРТ (який із квітня 1995 року виходив на Першому каналі Російської ДТРК «Останкіно»): УТ-1 перейшов на частоти першого каналу, ОРТ — на частоти третього.
3 вересня 1995 року УТ-2 перейшли ранкові й денні години на другому каналі аналогового телебачення, а мовлення російського каналу «РТР» на цих частотах було припинено. 1 січня 1997 року вечірній етер на 2-му телеканалі перейшов приватній телекомпанії «1+1».
1997 року Верховна Рада України ухвалювала закон «Про систему Суспільного телебачення і радіомовлення України», проте він так і не запрацював через колізію в постанові Верховної Ради України № 667/97, де телерадіоорганізації Суспільного мовлення України надавався статус громадського мовлення.
2003 року Резолюція 1346 (2003) Парламентської Асамблеї Ради Європи «Виконання обов'язків та зобов'язань Україною» зауважила: «Дуже важливим є запровадження справедливої та такої, що виконує свою функцію, системи суспільного телебачення та радіомовлення в Україні». Два роки потому, резолюцією «Про виконання обов'язків та зобов'язань Україною» (№ 1466 від 5 жовтня 2005) Парламентська Асамблея закликала органи влади України перетворити державні телерадіокомпанії в канали суспільного мовлення згідно з відповідними стандартами Ради Європи.

## Створення та подальший розвиток
На підставі затвердженої 30 вересня 2010 року Концепції створення і діяльності Національної громадської телерадіокомпанії України Громадською гуманітарною радою при Президентові України було підготовлено проєкт Закону України «Про Національну громадську телерадіокомпанію України», який і став основою для ухваленого 17 квітня 2014 року Закону України «Про Суспільне телебачення і радіомовлення України». 15 травня 2014 він набрав чинності.
Україна створює суспільне мовлення передостанньою з європейських країн. Суспільний мовник відсутній лише у Республіці Білорусь.
Законом України від 17 квітня 2014 року «Про Суспільне телебачення і радіомовлення України» передбачено утворення Національної суспільної телерадіокомпанії України (НСТУ) — юридичної особи, на яку безпосередньо покладається функціонування новоствореної системи Суспільного телебачення і радіомовлення. Нагляд за діяльністю НСТУ має здійснювати Наглядова рада.
Всередині літа 2014 року була створена робоча група з розробки стратегії створення НСТУ. Група вивчала міжнародний досвід та розробляла проєкти діяльності майбутнього суспільного мовника. Протягом двох років над запуском суспільного мовника працював на той час керівник НТКУ Зураб Аласанія.
7 листопада 2014 Кабінет Міністрів України зробив спробу утворити публічне акціонерне товариство «Національна суспільна телерадіокомпанія України», однак Міністерство юстиції зробило висновок, що проєкт постанови в цілому не відповідає положенням прийнятого закону про суспільне мовлення. Тому 2 грудня 2014 р. Держкомтелерадіо підготував інший проєкт постанови КМУ «Про утворення публічного акціонерного товариства „Національна суспільна телерадіокомпанія України“». Після ухвалення 19 березня 2015 року Верховною Радою України змін до Закону (проєкт № 1357), 5 серпня 2015 до постанови були внесені суттєві зміни.

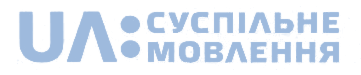
Логотип мовника з 2015 року по 2017 рік

7 квітня 2015 року в прямому етері відбулось підписання пакету змін до ухваленого 2014 року Закону з одночасною презентацією нового логотипу і програмної сітки майбутнього суспільного мовлення за участю перш осіб держави. У прямому етері Перший національний канал змінив свій логотип на UΛ:Перший.
17 грудня 2015 року Національна рада України з питань телебачення і радіомовлення після проведення конференцій громадських організацій та висування кандидатур парламентськими фракціями затвердила склад Наглядової ради НСТУ, до якої увійшли 17 осіб.
Протягом 2016 року тривало приєднання державних телерадіокомпаній до Національної телекомпанії України (НТКУ), яка 19 січня 2017 року, відповідно до закону, була перетворена на ПАТ «НСТУ». 2016 року до НТКУ приєдналися Національна радіокомпанія України, Державна телерадіокомпанія «Культура», обласні державні телерадіокомпанії, Державна телерадіомовна компанія «Крим» (номінально), Київська державна регіональна телерадіокомпанія, Севастопольська регіональна державна телерадіокомпанія, Новгород-Сіверська регіональна державна телерадіокомпанія «Сіверська», Криворізька регіональна державна телерадіокомпанія «Криворіжжя».
Перехід до нових стандартів мовлення на регіональних мовниках (колишніх ОДТРК), що об'єдналися в об'єднану структуру суспільного мовлення, відзначається наданням їм права використовувати приставку «UΛ:» у назві та логотипі. Це означає дотримання стандартів журналістики та відсутність джинси в етері. Першою новий логотип отримала Сумська ОДТРК (4 грудня 2015), після чого вона припинила свою діяльність як юридична особа, ставши частиною об'єднаного суспільного мовника (24 березня 2016).
Статут ПАТ «НСТУ» затверджений Кабінетом Міністрів України 28 грудня 2016 року.
У ході перетворення компанії декілька місцевих державних телерадіостанцій (ЛОДТРК, «Тиса FM», радіо «Луцьк») виступили проти об'єднання із Першим каналом УР. Зокрема самостійно та через депутатів місцевих рад надсилали відкриті звернення із проханням втрутитися в ситуацію до Президента України, інших посадовців, Національної ради України з питань телебачення і радіомовлення, втручання яких у справи НСТУ заборонено законом (ч.2. ст.3 ЗУ «Про Суспільне телебачення і радіомовлення України»). У день підписання контракту із новообраним Головою Правління НСТУ Зурабом Аласанією, він заявив, що сітка мовлення для радіостанції «Тиса FM» в Ужгороді буде скоригована

Логотип мовника з 2017 року по 2020 рік

19 січня 2017 року була зареєстрована юридична особа ПАТ «Національна суспільна телерадіокомпанія України», з цього дня вступила в свої повноваження Наглядова рада компанії. 10 квітня 2017 року на відкритому конкурсі був обраний перший Голова правління Суспільного мовлення — Зураб Аласанія.
Статутний капітал НСТУ визначений у розмірі 2.54 млрд гривень. Управління корпоративними правами держави у статутному капіталі НСТУ здійснює Державний комітет телебачення і радіомовлення.
Наприкінці першого етапу створення суспільного мовлення в Україні НСТУ оновило мовлення двох загальнонаціональних телеканалів (UΛ: Перший та UΛ: Культура) та трьох загальнонаціональних радіоканалів (UΛ: Українське радіо, UΛ: Радіо Промінь та UΛ: Радіо Культура). Перший сезон «Українського радіо» у форматі суспільного мовлення розпочався у вересні 2017 року, а новий телевізійний сезон на каналі UΛ: Перший — у жовтні 2017 року.

Логотип мовника з 2020 року по 2022 рік

Починаючи з 23 травня 2022 року, компанія оновлює дизайн-систему своїх активів. Відповідне рішення було ухвалене правлінням «НСТУ», а 19 травня Національною радою України з питань телебачення і радіомовлення були внесені зміни до ліцензій мовника. Проєкт імплементувала BBC Media Action за фінансування Міністерства закордонних справ та в справах співдружності Сполученого Королівства. На заміну приставці «UΛ:» прийшла «◖» — призма у формі півкола, вже знайомий елемент стилю Суспільного в діджиталі від 2020 року.
Останнім організаційним етапом стане приєднання до НСТУ Української студії телевізійних фільмів «Укртелефільм», приєднання якого було відкладено змінами до закону 2016 року, у зв'язку з низкою організаційних проблем та відкритих кримінальних справ, пов'язаних з будівництвом житлового будинку на території студії.
Під час війни Росії проти України 8 листопада 2022 року прийнято рішення про консервацію 24-поверхової основної споруди Суспільного мовлення з метою економії енергетичних ресурсів та забезпечення заходів безпеки персоналу.

## Місія та принципи діяльності
На початку діяльності новоствореної компанії Наглядова Рада НСТУ затвердила місію суспільного мовлення: «Захищати свободи в Україні. Надавати суспільству достовірну та збалансовану інформацію про Україну та світ, налагоджувати громадський діалог задля зміцнення суспільної довіри, розвитку громадянської відповідальності, української мови та культури, особистості та українського народу».
Діяльність НСТУ провадиться на принципах:
- всебічного, об'єктивного і збалансованого інформування про суспільно значущі події в Україні та за кордоном;
- дотримання норм суспільної моралі, традицій і культури Українського народу, поширення сімейних цінностей та зміцнення ролі традиційної сім'ї у розбудові українського суспільства;
- пріоритету суспільних інтересів над комерційними та політичними;
- чіткого відокремлення фактів від коментарів та оцінок;
- вільного вираження поглядів, думок і переконань;
- незалежності управління та поточної діяльності від органів державної влади, органів місцевого самоврядування, їх посадових і службових осіб, політичних партій, підприємств, установ, організацій, фізичних осіб;
- участі громадськості в управлінні та формуванні програмної політики;
- відсутності дискримінації за будь-якою ознакою;
- прозорості та відкритості діяльності.

Відповідно до закону, основними завданнями НСТУ є:
1. об'єктивне, повне, своєчасне і неупереджене інформування про суспільно значущі події в Україні та за кордоном;
2. забезпечення збалансованого і прозорого доступу суб'єктів суспільно-політичного життя до програм (передач) дискусійного формату, зокрема у вигляді дебатів;
3. сприяння консолідації українського суспільства;
4. розвиток і зміцнення статусу української мови та культури, сприяння розвитку мов і культур національних меншин;
5. сприяння якнайповнішому задоволенню інформаційних, культурних та освітніх потреб населення України, у тому числі шляхом створення та поширення економічних, історично-документальних, культурно-мистецьких, навчально-пізнавальних, розважальних, спортивних програм, програм для дітей та молоді, людей з обмеженими фізичними можливостями, національних меншин, інших соціальних груп;
6. оперативне інформування населення про надзвичайні ситуації, що становлять загрозу життю чи здоров'ю людей;
7. надання громадянам України затребуваних інформаційних продуктів, відсутніх на комерційному ринку;
8. сприяння зміцненню міжнародного авторитету України.

### Відмінності в програмній політиці від колишнього державного мовлення
НСТУ не зобов'язана висвітлювати діяльність органів виконавчої влади, інших державних органів, органів місцевого самоврядування, їх посадових осіб. Разом із тим, забороняється їх втручання у діяльність НСТУ з метою встановлення цензури, попереднього контролю та незаконного впливу на зміст інформації, що поширюється Суспільним телебаченням і радіомовленням України.
Передбачено, що програми НСТУ становлять не менше 75 % національного та європейського (країн, що ратифікували Європейську конвенцію про транскордонне телебачення) виробництва.
Трансляція реклами (крім соціальної), телепродажу, повідомлень про спонсорів на каналах мовлення НСТУ підлягає обмеженням згідно з законом.

## Керівництво

### Наглядова рада
Нагляд за діяльністю НСТУ здійснює Наглядова рада, до якої входять по одному представнику від депутатських фракцій і груп Верховної Ради України поточного скликання та дев'ять членів від громадських об'єднань та асоціацій.
До повноважень Наглядової ради відноситься обрання на відкритому конкурсі голови та членів правління компанії, встановлення основних напрямів діяльності НСТУ, затвердження умов та розмірів оплати праці працівників, призначення третини членів редакційної ради та затвердження редакційного статуту, відбір аудиторської компанії для здійснення щорічного зовнішнього аудиту, затвердження щорічного звіту про діяльність НСТУ та забезпечення його оприлюднення та ін.
Строк повноважень членів Наглядової ради НСТУ становить чотири роки. Одна й та сама особа не може входити до складу Наглядової ради НСТУ більше ніж два строки підряд. Відповідно до закону, члени Наглядової ради НСТУ здійснюють свої повноваження на безоплатній основі, що не є типовою практикою для інших європейських суспільних мовників, наприклад литовського LRT.
17 грудня 2015 року затверджено склад Наглядової ради, до якої увійшли Євген Глібовицький, Тетяна Лебедєва, Володимир Бринзак, Вадим Міський, Олексій Панич, Наталія Скрипка, Віктор Таран, Тарас Шевченко, Володимир Яворівський, Ігор Хохич, Віталій Портников, Сергій Таран, Лаврентій Малазонія, Світлана Остапа, Тарас Аврахов, В'ячеслав Козак, Дарія Карякіна. Чотирирічний термін повноважень членів Наглядової ради розпочався 19 січня 2017 року, з моменту державної реєстрації ПАТ НСТУ. Пізніше Віталій Портніков та Тарас Шевченко склали свої повноваження, а до Наглядової ради увійшов відомий правозахисник Олександр Павліченко. Станом на 2018 рік одне місце в Наглядовій раді залишається вакантним.
Першим головою Наглядової ради стала Тетяна Лебедєва, 25 березня 2019 її змінила Світлана Остапа.

### Правління

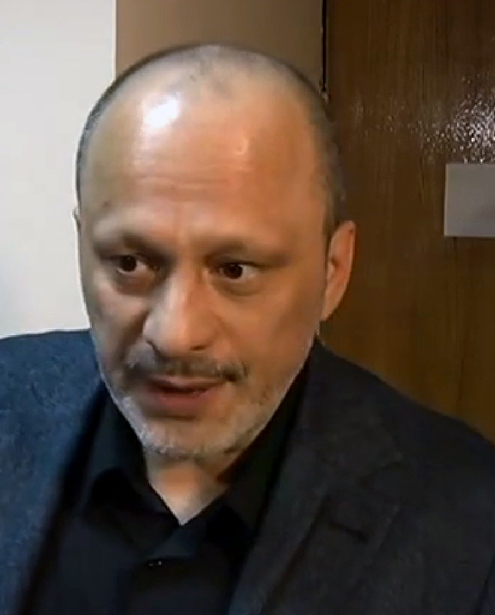
Перший Голова Правління ПАТ «НСТУ» Зураб Аласанія

Виконавчим органом НСТУ є Правління, яке очолює його Голова. Наглядова рада НСТУ обирає Голову правління на відкритому конкурсі, а також призначає за його поданням шістьох членів правління. З головою та членами правління Наглядова рада підписує чотирирічні контракти.
18 січня 2017 року в.о. голови правління НСТУ призначено Ганну Бичок.
3 лютого 2017 року Наглядова рада оголосила конкурс на зайняття вакантної посади голови правління ПАТ НСТУ. Вперше в історії незалежної України жоден державний орган не призначав керівника телерадіокомпанії, що знаходиться у власності держави.
10 квітня 2017 року Наглядова рада обрала головою правління НСТУ Зураба Аласанію, який раніше добровільно пішов з посади генерального директора НТКУ. Контракт з ним підписано 4 травня 2017 року. До складу правління увійшли Юрій Макаров (відповідальний за просвітницький напрям діяльності), Інна Гребенюк (відповідальна за юридичний та міжнародний напрям діяльності), Родіон Никоненко (відповідальний за економічно-фінансовий напрям діяльності), Роман Вінтонів (відповідальний за суспільно-політичний напрям діяльності), Кольцова Олександра (відповідальна за розважальний напрям діяльності), Микола Чернотицький (відповідальний за діяльність з оптимізації центральної та регіональної структури).
31 січня 2019 року Наглядова рада вирішила достроково розірвати контракт з Зурабом Аласанією, що має наслідком його відставку.
Утім, після широкого скандалу, на Аласанію було покладено виконання обов'язків Голови правління до закінчення президентських виборів (6 травня 2019), а згодом суд визнав звільнення незаконним і поновив його на посаді.
27 квітня 2021 року Головою Правління НСТУ обрано Миколу Чернотицького; у 2025 році його переобрано на новий чотирирічний термін. Станом на 2025 рік до Правління також входять Родіон Кочубей (відповідальний за напрям операційної діяльності), Дмитро Козлов (відповідальний за управління персоналом), Дмитро Хоркін (відповідальний за платформи радіо, телебачення та диджитал), Андрій Таранов (відповідальний за маркетинг), Марія Фрей (відповідальна за новини та регіональне мовлення).

### Редакційна рада
Редакційна рада НСТУ є спеціальним наглядовим органом в складі органів управління компанії.
Відповідно до Закону «Про Суспільне телебачення і радіомовлення України» Редакційна рада НСТУ формується з числа працівників компанії у складі п'ятнадцяти осіб:
- п'яти осіб, які призначаються Наглядовою радою НСТУ,
- п'яти осіб, які обираються загальними зборами творчого колективу компанії,
- п'яти осіб, які призначаються на конференції редакційних рад регіональних підрозділів Суспільного мовника.

Редакційна рада регіонального підрозділу НСТУ формується у складі шести осіб: трьох осіб, які призначаються правлінням НСТУ, і трьох осіб, які призначаються загальними зборами творчого колективу відповідного регіонального підрозділу компанії.
На своєму першому засіданні, яке відбулося 7 листопада 2017 року, Редакційна рада обрала керівний склад: головою стала Ольга Вакало, журналістка Запорізької філії НСТУ, секретарем — Юлія Шелудько, журналістка Українського радіо.
За поданням Редакційної ради Наглядова рада НСТУ у лютому 2018 року затвердила Редакційний статут Суспільного мовлення, який встановлює вимоги до створення та поширення журналістами інформації, а також регламентує діяльність Редакційної ради. Відповідно до нього, на Редакційну раду покладені такі функції:
1. розроблення та подання на затвердження Наглядовій раді редакційного статуту НСТУ;
2. контроль за дотриманням телерадіожурналістами редакційного статуту;
3. контроль за дотриманням прав телерадіожурналістів, вимог щодо заборони цензури і втручання у редакційну та професійну діяльність НСТУ;
4. внесення на розгляд Наглядової ради питання про відсторонення від управління НСТУ або її окремими підрозділами осіб, які порушували редакційний статут та/або вимоги законодавства щодо прав телерадіожурналістів, заборони цензури і втручання у редакційну та професійну діяльність НСТУ, про призначення службового розслідування і звільнення цих осіб відповідно до закону та редакційного статуту в разі підтвердження наявності зазначених порушень.

### Ревізійна комісія
Відповідно до Закону «Про Суспільне телебачення і радіомовлення України» Ревізійна комісія є органом НСТУ, який контролює фінансово-господарську діяльність правління НСТУ та обирається Наглядовою радою строком на чотири роки.
22 жовтня 2018 року Наглядова рада НСТУ створила Ревізійну комісію компанії, головою якої обрано Наталію Євченко.

## Фінансування
Відповідно до закону «Про Суспільне телебачення і радіомовлення» держава забезпечує належне фінансування НСТУ, яке передбачається окремим рядком у Державному бюджеті та становить не менше 0,2 відсотка видатків загального фонду Державного бюджету України за попередній рік[⇨]. НСТУ може фінансуватися за рахунок продажу власної теле- і радіопродукції, плати за користування авторськими та суміжними правами; державного і місцевих бюджетів; абонентської плати; інших надходжень.
Починаючи з моменту створення НСТУ державні гарантії щодо її фінансування неодноразово порушувалися при ухваленні державного бюджету, обсяг виділених коштів склав 75 % у 2017 році, 50 % — у 2018 році, 55 % — у 2019 році. Недофінансування компанії у 2018 році створило проблему із забезпеченням зазначених у ліцензіях обсягів мовлення, пізніше цього ж року компанія вдалася до антикризових заходів, оскільки дефіцит критично необхідних коштів до кінця року складав 220 млн грн., працівники були вимушені йти в неоплачувані відпустки, а Концерн радіомовлення, радіозв'язку та телебачення вимкнув мовлення UΛ: Перший на території України.

### Нова модель фінансування
У відповідь на системне недофінансування компанії було розроблено нову (захищену) модель фінансування Суспільного мовлення. Вперше її публічно запропонував член Наглядової ради НСТУ Вадим Міський у лютому 2018 року, а вже у квітні відповідні пропозиції були схвалені Наглядовою радою компанії.
Нова модель фінансування Суспільного мовлення має на меті зменшити дискрецію Уряду і Парламенту при розрахунках обсягу щорічного фінансування НСТУ і передбачає виокремлення надходжень від рентної плати за користування радіочастотним ресурсом у спецфонд Держбюджету України та цільове спрямування їх на фінансову підтримку НСТУ. Запровадження захищеної моделі фінансування НСТУ потребує змін до Бюджетного Кодексу України та закону «Про Суспільне телебачення і радіомовлення».
Офіс Ради Європи в Україні здійснив міжнародний експертний аналіз можливих моделей фінансування НСТУ, і за його результатами назвав пріоритетним варіантом підтриману Наглядовою радою модель на базі радіочастотної ренти, зазначивши що її запровадження «значно послабить вплив влади на скорочення державного асигнування щороку».
У липні 2019 року Офіс Президента України Зеленського підтримав ідею зміни моделі фінансування на базі ренти плати за користування радіочастотним ресурсом України.

### Заборгованість перед АТ «Євроньюз»
28 лютого 2020 було заарештовано рахунки Суспільного, що призвело до блокування роботи мовника. Арешт було накладено згідно з рішенням суду за позовом Міністерства юстиції через борг Суспільного розміром 10,5 млн євро перед АТ «Євроньюз». Суспільне стало правонаступником НТКУ, яка не оплатила ці борги у 2010—2011 роках.
Згодом Суспільний мовник повністю врегулював заборгованість держави перед АТ «Євроньюз». Відповідний акт було підписано сторонами 10 липня 2020 року.

## Телеканали
| Телеканал                  | Логотип | Примітки                                                              | Формат мовлення               |
| -------------------------- | ------- | --------------------------------------------------------------------- | ----------------------------- |
| Перший                     |         | Суспільно-політична тематика                                          | 576i 16:9 (SDTV) 1080i (HDTV) |
| Суспільне Культура         |         | Культурно-просвітницька тематика                                      | 576i 16:9 (SDTV) 1080i (HDTV) |
| Суспільне Спорт            |         | Спортивна тематика                                                    | 576i 16:9 (SDTV) 1080i (HDTV) |
| Суспільне Вінниця          |         | Регіональний телеканал, який мовить у Вінницькій області              | 576i 16:9 (SDTV) 1080i (HDTV) |
| Суспільне Дніпро           |         | Регіональний телеканал, який мовить у Дніпропетровській області       | 576i 16:9 (SDTV) 1080i (HDTV) |
| Суспільне Донбас           |         | Регіональний телеканал, який мовить у Донецькій і Луганській областях | 576i 16:9 (SDTV) 1080i (HDTV) |
| Суспільне Житомир          |         | Регіональний телеканал, який мовить у Житомирській області            | 576i 16:9 (SDTV) 1080i (HDTV) |
| Суспільне Запоріжжя        |         | Регіональний телеканал, який мовить у Запорізькій області             | 576i 16:9 (SDTV) 1080i (HDTV) |
| Суспільне Івано-Франківськ |         | Регіональний телеканал, який мовить в Івано-Франківській області      | 576i 16:9 (SDTV) 1080i (HDTV) |
| Суспільне Київ             |         | Регіональний телеканал, який мовить у Києві та Київській області      | 576i 16:9 (SDTV) 1080i (HDTV) |
| Суспільне Крим             |         | Регіональний телеканал, який мовить в АР Крим і Севастополі           | 576i 16:9 (SDTV) 1080i (HDTV) |
| Суспільне Кропивницький    |         | Регіональний телеканал, який мовить у Кіровоградській області         | 576i 16:9 (SDTV) 1080i (HDTV) |
| Суспільне Луцьк            |         | Регіональний телеканал, який мовить у Волинській області              | 576i 16:9 (SDTV) 1080i (HDTV) |
| Суспільне Львів            |         | Регіональний телеканал, який мовить у Львівській області              | 576i 16:9 (SDTV) 1080i (HDTV) |
| Суспільне Миколаїв         |         | Регіональний телеканал, який мовить у Миколаївській області           | 576i 16:9 (SDTV) 1080i (HDTV) |
| Суспільне Одеса            |         | Регіональний телеканал, який мовить в Одеській області                | 576i 16:9 (SDTV) 1080i (HDTV) |
| Суспільне Полтава          |         | Регіональний телеканал, який мовить у Полтавській області             | 576i 16:9 (SDTV) 1080i (HDTV) |
| Суспільне Рівне            |         | Регіональний телеканал, який мовить у Рівненській області             | 576i 16:9 (SDTV) 1080i (HDTV) |
| Суспільне Суми             |         | Регіональний телеканал, який мовить в Сумській області                | 576i 16:9 (SDTV) 1080i (HDTV) |
| Суспільне Тернопіль        |         | Регіональний телеканал, який мовить у Тернопільській області          | 576i 16:9 (SDTV) 1080i (HDTV) |
| Суспільне Ужгород          |         | Регіональний телеканал, який мовить у Закарпатській області           | 576i 16:9 (SDTV) 1080i (HDTV) |
| Суспільне Харків           |         | Регіональний телеканал, який мовить у Харківській області             | 576i 16:9 (SDTV) 1080i (HDTV) |
| Суспільне Херсон           |         | Регіональний телеканал, який мовить у Херсонській області             | 576i 16:9 (SDTV) 1080i (HDTV) |
| Суспільне Хмельницький     |         | Регіональний телеканал, який мовить у Хмельницькій області            | 576i 16:9 (SDTV) 1080i (HDTV) |
| Суспільне Черкаси          |         | Регіональний телеканал, який мовить у Черкаській області              | 576i 16:9 (SDTV) 1080i (HDTV) |
| Суспільне Чернівці         |         | Регіональний телеканал, який мовить у Чернівецькій області            | 576i 16:9 (SDTV) 1080i (HDTV) |
| Суспільне Чернігів         |         | Регіональний телеканал, який мовить у Чернігівській області           | 576i 16:9 (SDTV) 1080i (HDTV) |

### Студійний комплекс
- Телецентр «Олівець» — хмарочос, розташований у місті Києві вул. Юрія Іллєнка, 42. Звідси у прямий етер виходять телеканали «Перший», «Суспільне Культура», «Суспільне Київ» та «Суспільне Крим».

## Радіо
Суспільне мовить на трьох загальнонаціональних радіоканалах: «Українське радіо», «Радіо Промінь» та «Радіо Культура», а також на міжнародному «Всесвітня служба радіомовлення України». Регіональні редакції «Українського радіо» виходять під власними позивними на хвилях радіоканалу (щоденний обсяг регіонального радіомовлення складає 3 год 20 хв).
Дирекція «Українське радіо» Національної суспільної телерадіокомпанії — структурний підрозділ компанії, що об'єднує чотири канали мовлення, служби студійних комплексів Будинку радіо та Будинку звукозапису Українського радіо, а також 5 радіоансамблів.
Вищезгадані радіоканали мовлять на FM-хвилях, середніх хвилях, на супутнику Amos 3, а також в кабельних телемережах та мережі проводового радіомовлення по всій території України. Також слухати канали Українського радіо можна у мобільному застосунку suspilne.radio для Android та iOS, запущеному 2018 року.
У період із 2014 по 2019 роки Нацрада видала на конкурсі трьом каналам Українського радіо 193 FM-частоти, розбудувавши їхні мережі по всій країні. Станом на жовтень 2019 року найбільшою мережею в країні володіє Українське радіо — 192 населених пункти у 24 областях. Мережа радіо «Промінь» охоплює 64 населених пункти у 24 областях України, серед них 19 — обласні центри. Мережа радіо «Культура» охоплює 49 населених пунктів у 23 областях України, серед яких 13 — обласні центри.
«Українське радіо» ретранслюють у Грузії, Чехії, Румунії, Польщі, Болгарії, Словенії і Франції.

### Радіоканали
| Радіоканал                          | Логотип | Примітки |
| ----------------------------------- | ------- | --- |
| Українське радіо                    |         | Інформаційно-розмовне радіо |
| Радіо Промінь                       |         | Музично-розмовне молодіжне радіо                                                                                                  |
| Радіо Культура                      |         | Культурно-просвітницьке радіо |
| Радіоточка                          |         | Ретро-музичне радіо |
| Radio Ukraine International         |         | Міжнародна версія Українського радіо, яка мовить румунською, болгарською, угорською, словацькою, білоруською та гагаузькою мовами |
| «Українське радіо Вінниця»          |         | Регіональна філія суспільного мовника, яка мовить в Вінницькій області                                                            |
| «Українське радіо Дніпро»           |         | Регіональна філія суспільного мовника, яка мовить в Дніпропетровській області                                                     |
| «Українське радіо Донбас»           |         | Регіональна філія суспільного мовника, яка мовить в Донецькій та Луганській області                                               |
| «Українське радіо Житомир»          |         | Регіональна філія суспільного мовника, яка мовить в Житомирській області                                                          |
| «Українське радіо Запоріжжя»        |         | Регіональна філія суспільного мовника, яка мовить в Запорізькій області                                                           |
| «Українське радіо Івано-Франківськ» |         | Регіональний радіоканал, який мовить на території Івано-Франківській області                                                      |
| «Українське радіо Київ»             |         | Регіональна філія суспільного мовника, яка мовить в Києві та Київській області                                                    |
| «Українське радіо Крим»             |         | Регіональна філія суспільного мовника, яка мовить в АР Крим та Севастополі                                                        |
| «Українське радіо Кропивницький»    |         | Регіональна філія суспільного мовника, яка мовить в Кіровоградській області                                                       |
| «Українське радіо Луцьк»            |         | Регіональна філія суспільного мовника, яка мовить в Волинській області                                                            |
| «Українське радіо Львів»            |         | Регіональна філія суспільного мовника, яка мовить в Львівській області                                                            |
| «Українське радіо Миколаїв»         |         | Регіональна філія суспільного мовника, яка мовить в Миколаївській області                                                         |
| «Українське радіо Одеса»            |         | Регіональна філія суспільного мовника, яка мовить в Одеській області                                                              |
| «Українське радіо Полтава»          |         | Регіональна філія суспільного мовника, яка мовить в Полтавській області                                                           |
| «Українське радіо Рівне»            |         | Регіональна філія суспільного мовника, яка мовить в Рівненській області                                                           |
| «Українське радіо Суми»             |         | Регіональна філія суспільного мовника, яка мовить в Сумській області                                                              |
| «Українське радіо Тернопіль»        |         | Регіональна філія суспільного мовника, яка мовить в Тернопільській області                                                        |
| «Українське радіо Ужгород»          |         | Регіональна філія суспільного мовника, яка мовить в Закарпатській області                                                         |
| «Українське радіо Харків»           |         | Регіональна філія суспільного мовника, яка мовить в Харківській області                                                           |
| «Українське радіо Херсон»           |         | Регіональна філія суспільного мовника, яка мовить в Херсонській області                                                           |
| «Українське радіо Хмельницький»     |         | Регіональна філія суспільного мовника, яка мовить в Хмельницькій області                                                          |
| «Українське радіо Черкаси»          |         | Регіональна філія суспільного мовника, яка мовить в Черкаській області.                                                           |
| «Українське радіо Чернівці»         |         | Регіональна філія суспільного мовника, яка мовить в Чернівецькій області                                                          |
| «Українське радіо Чернігів»         |         | Регіональна філія суспільного мовника, яка мовить в Чернігівській області                                                         |

### Студійні комплекси
- Будинок радіо — апаратно-студійний комплекс, розташований у місті Києві по вул. Хрещатик, 26. Звідси у прямий етер виходять 4 канали Українського радіо.
- Будинок звукозапису Українського радіо — концертно-студійний комплекс, розташований у місті Києві по вул. Первомайського, 5 В. Велика концертна студія БЗЗ дозволяє записувати великі оркестрові та хорові колективи і є однією з найбільших подібних студій у Європі. Також Будинок звукозапису слугує репетиційним та концертним майданчиком для творчих колективів Українського радіо.

### Радіоансамблі
Радіоансамблі — інструментальні або вокальні музичні колективи при суспільних радіомовниках по всьому світу, основними завданнями яких є створення фондових записів, які звучать в етері суспільних радіостанцій, а також просування національної культури[1]. У складі НСТУ діють такі радіоансамблі:
- Симфонічний оркестр Українського радіо
- Хорова капела Українського радіо
- Оркестр народної та популярної музики Українського радіо
- Великий дитячий хор Українського радіо
- Тріо бандуристок Українського радіо

### Перехід до формату суспільного радіо
Генеральним продюсером радіо НСТУ в червні 2017 став Дмитро Хоркін. Перший сезон «Українського радіо» у форматі суспільного мовлення розпочався у вересні 2017 року. Під керівництвом Дмитра Хоркіна було повністю перезавантажено сітку мовлення трьох загальнонаціональних каналів радіо. За підсумками першого медіасезону, на Першому каналі з'явилося 37 нових програм, на «Радіо Промінь» — 16, на «Радіо Культура» — 21 програма, крім того, запущене цілодобове онлайн-радіо для малят «UA: Казки».
За 9 місяців першого радіосезону тижневе охоплення аудиторії Першого каналу Українського радіо зросло на 67 % (дані національного дослідження аудиторії радіо, що проводиться на замовлення міжгалузевого індустріального об'єднання «Радіокомітет» дослідницькою компанією Kantar TNS в Україні).
План розвитку національного телерадіоінформаційного простору передбачає, що Національна рада телебачення і радіомовлення спільно з НСТУ здійснює аналіз проліцензованого радіочастотного ресурсу НСТУ, залученого для потреб радіомовлення, з метою впорядкування мереж УР-1, УР-2, УР-3 та ефективного використання радіочастотного ресурсу. Таким чином, частоти колишніх окремих обласних радіостанцій стали частиною об'єднаної мережі Першого каналу Українського радіо, в рамках якої отримали близько 4-х годин мовлення на добу. Станом на квітень 2016 року мережа Першого каналу Українського радіо охоплювала 134 міста. З квітня 2017 року унаслідок перерозподілу ліцензій на радіомовлення НСТУ другий канал суспільного радіо «Промінь» розпочав мовлення на семи додаткових УКХ-частотах, а третій канал суспільного радіо «Культура» — на п'яти УКХ-частотах у Волинській, Рівненській, Одеській, Житомирській, Івано-Франківській та Чернігівській областях.
У 2019 році портал Українського радіо на додачу до урядового домену nrcu.gov.ua, колишнього вебсайту Національної Радіокомпанії України, дублювався на нову адресу — ukr.radio.
13 березня 2022 року в єдиному порталі державних послуг «Дія» стала доступною послуга «Дія Радіо», де за наявності інтернету можна слухати в режимі онлайн «Українське радіо».

## Діджитал
У діджиталі НСТУ представлена вебсайтом suspilne.media, який поділяється на 3 розділи: «Суспільне Новини», «Суспільне Спорт» та «Суспільне Культура», кожен з яких має сторінки в соціальних мережах. Крім того, власні вебсайти та сторінки в соцмережах є в телеканалу «Перший», радіоканалів «Українське радіо» та «Радіо Промінь», а також 24 регіональних філій Суспільного Мовлення.

### Інтернет-ЗМІ
| Медіа              | Логотип | Вебсайт    | Facebook   | X (Колишній Twitter) | Instagram  | Youtube    | Viber      | Telegram   | WhatsApp   |
| ------------------ | ------- | ---------- | ---------- | -------------------- | ---------- | ---------- | ---------- | ---------- | ---------- |
| Суспільне Новини   |         | Green tick | Green tick | Green tick           | Green tick | Green tick | Green tick | Green tick | Green tick |
| Суспільне Спорт    |         | *          | Green tick | Red X                | Green tick | Green tick | Green tick | Green tick | Green tick |
| Суспільне Культура |         | *          | Green tick | Red X                | Green tick | Green tick | Red X      | Green tick | Green tick |

- «Суспільне Новини» — загальнонаціональне інтернет-ЗМІ. Інформаційна тематика.
- «Суспільне Спорт» — загальнонаціональне інтернет-ЗМІ. Спортивна тематика.
- «Суспільне Культура» — загальнонаціональне інтернет-ЗМІ. Культурно-просвітницька тематика.
- «Суспільне Вінниця» — регіональне інтернет-ЗМІ, яке мовить на території Вінницької області.
- «Суспільне Дніпро» — регіональне інтернет-ЗМІ, яке мовить на території Дніпропетровської області.
- «Суспільне Донбас» — регіональне інтернет-ЗМІ, яке мовить на території Донецької та Луганської областей.
- «Суспільне Житомир» — регіональне інтернет-ЗМІ, яке мовить на території Житомирської області.
- «Суспільне Запоріжжя» — регіональне інтернет-ЗМІ, яке мовить на території Запорізької області.
- «Суспільне Івано-Франківськ» — регіональне інтернет-ЗМІ, яке мовить на території Івано-Франківської області.
- «Суспільне Київ» — регіональне інтернет-ЗМІ, яке мовить на території Києва та Київської області.
- «Суспільне Крим» — регіональне інтернет-ЗМІ, яке мовить на території АР Крим та Севастополя.
- «Суспільне Кропивницький» — регіональне інтернет-ЗМІ, яке мовить на території Кіровоградської області.
- «Суспільне Луцьк» — регіональне інтернет-ЗМІ, яке мовить на території Волинської області.
- «Суспільне Львів» — регіональне інтернет-ЗМІ, яке мовить на території Львівської області.
- «Суспільне Миколаїв» — регіональне інтернет-ЗМІ, яке мовить на території Миколаївської області.
- «Суспільне Одеса» — регіональне інтернет-ЗМІ, яке мовить на території Одеської області.
- «Суспільне Полтава» — регіональне інтернет-ЗМІ, яке мовить на території Полтавської області.
- «Суспільне Рівне» — регіональне інтернет-ЗМІ, яке мовить на території Рівненської області.
- «Суспільне Суми» — регіональне інтернет-ЗМІ, яке мовить на території Сумської області.
- «Суспільне Тернопіль» — регіональне інтернет-ЗМІ, яке мовить на території Тернопільської області.
- «Суспільне Ужгород» — регіональне інтернет-ЗМІ, яке мовить на території Закарпатської області.
- «Суспільне Харків» — регіональне інтернет-ЗМІ, яке мовить на території Харківської області.
- «Суспільне Херсон» — регіональне інтернет-ЗМІ, яке мовить на території Херсонської області.
- «Суспільне Хмельницький» — регіональне інтернет-ЗМІ, яке мовить на території Хмельницької області.
- «Суспільне Черкаси» — регіональне інтернет-ЗМІ, яке мовить на території Черкаської області.
- «Суспільне Чернівці» — регіональне інтернет-ЗМІ, яке мовить на території Чернівецької області.
- «Суспільне Чернігів» — регіональне інтернет-ЗМІ, яке мовить на території Чернігівської області.

## Оцінки
У березні 2022 року Інститут масової інформації рекомендував Суспільне, як достовірне медіа, якому можна довіряти.
Станом на грудень 2022 року, згідно з даними опитування, рівень довіри до новин Суспільного серед українців складав 86 %.